# Sergent Reckless

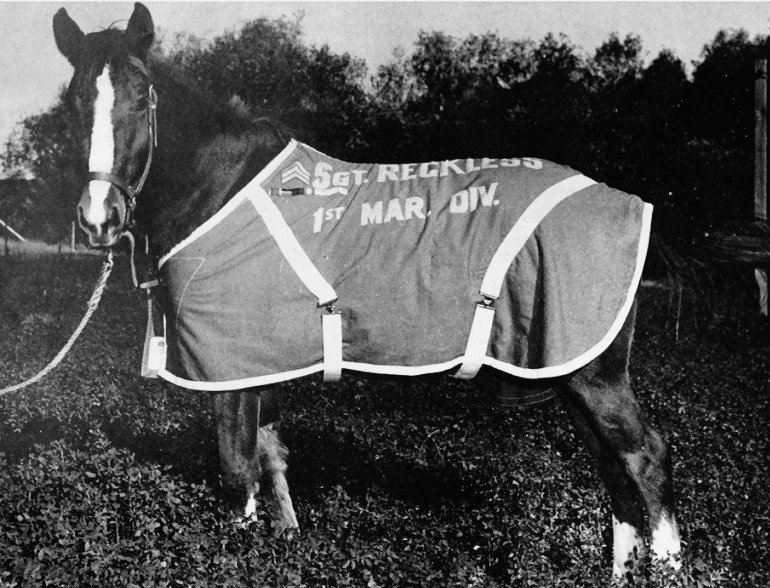
Sergent Reckless

Sergent Reckless era una euga de cavall de Mongòlia que s'uní al Cos de Marines dels Estats Units el 26 d'octubre de 1952, com un cavall de càrrega, i eventualment va ser promogut al rang de sergent pel Comandant de la Infanteria de Marina després de la Guerra de Corea. Un soldat el va comprar per $ 250 a un noi coreà que necessitava diners per comprar una cama artificial per la seva germana. Reckless va servir amb el grup Recoilless Rifle Platoon, de l'Anti-Tank Company, cinquè regiment de marina, 1a Divisió de Marina. Va fer 51 viatges en solitari durant un període de 5 dies en una batalla de març de 1953. El seu full de servei aparèixer al Saturday Evening Post i la revista LIFE. Es va retirar als Estats Units després de la guerra i va morir al maig de 1968. El 26 de juliol de 2013 li van dedicar una estàtua, una placa i una foto en honor seu a la Base dels Marines, Marine Corps Base Camp Pendleton estables.